# Цинман, Григорий Семёнович
Григо́рий Семёнович Ци́нман (30 июля 1951 — 2 июня 2009) — советский и российский актёр и театральный режиссёр, главный режиссёр Саратовского ТЮЗа (2007—2009), народный артист Российской Федерации (2004).

## Биография
Григорий Цинман родился 30 июля 1951 года в Острове, Псковская область, на реке Великой, недалеко от села Михайловское.
После окончания в 1976 году Саратовского театрального училища им. И. А. Слонова зачислен в труппу Саратовского театра юного зрителя.
С 2007 года вплоть до своей смерти являлся главным режиссёром Саратовского театра юного зрителя.
Григорий Семёнович Цинман скончался 2 июня 2009 года. Похоронен на Еврейском кладбище г.Саратова.

## Признание и награды
- Заслуженный артист Российской Федерации (1993)[6]
- Лауреат II театрального фестиваля «Золотой Арлекин» в номинации «Дебют» (спектакль «Вестсайдская история» Л. Бернстайна и А. Лорентса) (2000)[7]
- Народный артист Российской Федерации (2004)[1]
- Лауреат III Саратовского областного театрального фестиваля «Золотой Арлекин» в шести номинациях («Очень простая история» по пьесе М. Ладо) (2005)
- II Международный театральный форум «Золотой Витязь», Белоруссия, г. Минск, специальный диплом жюри «За яркий актёрский ансамбль» («Очень простая история» по пьесе М. Ладо) (2005)

## Творчество

### Роли в театре
- 1977 — «Рыжик» А. Свирского — Розов
- 1978 — «Премьера» Рудольфa Кацa — Иннокентий Михайлович
- 1978 — «Обратная связь» Б. Рабкина — Слава Горохов
- 1978 — «Колбаска, Боцман и другие» Л. А. Закошанская по А. Линдгрен — Мелькерсон, Директор Карлберг
- 1979 — «Что делать?» Н. Г. Чернышевского — Александр Матвеевич Кирсанов
- 1979 — «Следствие» Н. Воронова — Юра Виноградов
- 1979 — «Не стреляйте в белых лебедей» Бориса Васильева — Чувалов
- 1981 — «Гнездо глухаря» Виктора Розова — Егор Ясюнин
- 1981 — «Репетитор» Г. Полонского — Женя Огарышев
- 1983 — «Чайка» А. П. Чехова — Треплев, Тригорин
- 1988 — «Дружина» М. Рощина — Клим
- 1988 — «Вечный муж» по Ф. М. Достоевскому — Вельчанинов
- 1989 — «Лавка древностей» по Ч. Диккеенсу — Квилп
- 1990 — «Женитьба Белугина» А. Н. Островского — Агишин
- 1990 — «Сотворившая чудо» У. Гибсона — Артур Келлер
- 1991 — «Шнурок» — Отец Кирилл
- 1995 — «Деревья умирают стоя» Алехандро Касона. Режиссёр: Ю. П. Киселёв — Директор[8]
- 1996 — «Маленькие трагедии» — Сальери
- 1996 — «Старосветская любовь» Н. В. Гоголя — Повествователь
- 1998 — «Волки и овцы» А. Н. Островского — Беркутов
- 1999 — «Золотой ключик» А. Н. Толстого — Карабас-Барабас
- 1999 — «Король Лир» Шекспира — Глостер
- 2000 — «Собор Парижской Богоматери» — Туранжо
- 2003 — «Наливные яблоки» А. Н. Островского — Грознов
- 2003 — «Слуга двух господ» К. Гольдони — доктор Ломбарди
- 2004 — «Ревизор» Н. В. Гоголя — Городничий[9]
- 2005 — «Вечно живые» Виктора Розова — Бороздин

### Постановки в театре
- 2000 — «Вестсайдская история» А. Лорентс и Л. Бернстайн
- 2002 — «Похищение луковиц» М.-К. Машаду
- 2003 — «Мнимый больной» Ж. Б. Мольер в Анатомическом театре СГМУ
- 2004 — «Очень простая история» по пьесе М. Ладо
- 2008 — «Много шума из ничего» У. Шекспир[10]

## Семья
Женат на Людмиле Николаевне Цинман (Иванниковой), дети — сын Кирилл, дочь Соня.